# Sara Gimbergsson
Sara Johanna Gimbergsson, tidigare Sandin, född 15 juli 1958 i Västanfors församling, Västmanlands län, är en svensk illustratör och barnboksförfattare. Gimbergsson är bosatt i Västra Frölunda, Göteborg. 2009 tilldelades hon Västra Götalandsregionens kulturstipendium. 2011 mottog Gimbergsson Göteborgs stads kulturstipendium. 2016 nominerades Sara Gimbergsson och Solja Krapu-Kallio till Elsa Beskow-plaketten för bilderboken Vad drömde du om. Sara Gimbergsson har även varit ledamot i Svenska barnboksakademin på stol nummer 16.